# بورچ (مجارستان)
بورچ (به مجاری:  Börcs) یک شهرستان مجارستان در مجارستان است که در دیور-موشون-شوپرون واقع شده‌است.

## خصوصیات
بورچ ۱۲٫۷۷ کیلومترمربع مساحت و ۱٬۰۷۵ نفر جمعیت دارد.